# Fredrik Sjöström
Fredrik Per Oscar Sjöström (Färgelanda, 6 maggio 1983) è un ex hockeista su ghiaccio svedese.

## Palmarès

### Mondiali
- 1 medaglia:
  - 1 argento (Repubblica Ceca 2004)